# West Point Rice Mill

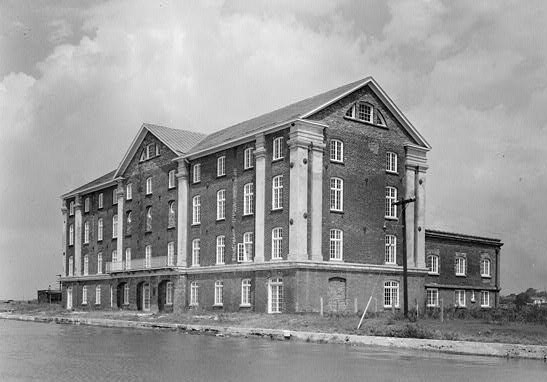
West Point Rice Mill (1940)

Die West Point Rice Mill ist eine frühere Mühle am Lockwood Drive in Charleston, South Carolina. Sie war eine von drei Mühlen für Reis Charlestons im 19. Jahrhundert. Die Mühle wurde 1861 erbaut, um einen im Jahr zuvor niedergebrannten Bau zu ersetzen. Sie wurde am 20. Januar 1995 in das National Register of Historic Places eingetragen.

## Geschichte
Jonathan Lucas III. erbaute 1840 ein vierstöckiges Backstein-Gebäude, eine dampfgetriebene Reismühle am Ashley River. Es war diese Mühle, die am 20. November 1860 niederbrannte.
Der Bau der neuen Mühle begann rasch; obwohl der Bau durch die Seeblockade der Südstaaten durch die Union behindert wurde, war die Mühle Ende 1863 voll operationsfähig. Nach der Besetzung von Charleston durch Truppen der Unionsarmee 1865 wurde die Mühle zu Verteilung von Nahrungsmitteln genutzt.
Nach dem Sezessionskrieg nahm die Mühle den Betrieb wieder auf und steigerte die Produktion. Durch das Charleston-Erdbeben von 1886 wurde die Mühle in Mitleidenschaft gezogen. Dabei wurde das beschädigt, und die Giebel stürzten ein. Irgendwann vor den 1920er Jahren wurde das Dach ersetzt, wobei nur die Dachstuhlsäulen und Dachgebälk erhalten blieben.
Die drei Mühlen Charlestons mahlten 1890 mehr als 97.000 Fässer Reis. Die Konkurrenz von Reisfarmern im Westen und eine Reihe von Hurrikanen führten dazu, dass die Reisproduktion in South Carolina zurückging. Die West Point Mill Company erwarb 1888 einen Anteil an Chisolm’s Mill, 1894 schlossen sich West Point Mill und Bennett’s Mill zusammen und kauften dann Chisolm’s Mill. Die West Point Mill wurde 1920 geschlossen und das Unternehmen verkaufte die Aktivposten der Mühle. Um 1925 wurde die Dampfmaschine der Mühle an das Henry Ford Museum verkauft. Die Mühle wurde 1926 an die Stadt Charleston verkauft.
Der U.S. Postal Service plante 1932, eine Basis für Wasserflugzeuge an der Stätte der früheren Mühle einzurichten. Dieser Plan wurde zwar nicht realisiert, die Idee einer Wasserflugzeugbasis setzte sich jedoch fest. Die Civil Works Administration begann 1933 mit dem Bau eines städtischen Yachthafens. Das ehemalige Mühlengebäude wurde an die American Bagging Company vermietet, die es als Lagerhaus für Jute nutzte, die das Unternehmen für seine Produktion in der Meeting Street importierte.
Die Stadtverwaltung setzte ihre Bemühungen fort, das Gebäude als ein Wasserflugzeugterminal zu nutzen. Im Frühling 1937 wurden Flüge von Deutschland nach Charleston vorgeschlagen. Die Works Progress Administration begann mit Umbau Arbeiten in das nach James F. Byrnes benannte Flughafengebäude. Pan American World Airways beauftragte das New Yorker Architekturbüro Delano und Aldrich mit der Planung für die Passagierabfertigung.
Die Umbaumaßnahmen wurden in den untersten beiden Stockwerken und an der Außenseite ausgeführt. Als in Europa der Zweite Weltkrieg begann, wurde die transatlantischen Flüge eingestellt. Die Stadt bemühte sich um einen Stützpunkt für Marineflieger, dieser wurde aber in Jacksonville, Florida eingerichtet. In dem Gebäude wurde die für den Bezirk Charleston zuständige Abteilung des Civilian Conservation Corps untergebracht. 1941 wurde das Gebäude von der Verwaltung der Charleston Area Inshore Patrol des sechsten Marinebezirks übernommen, 1946 wurde es zum Hauptquartier der Sixth Naval District Mine Craft Base. Es wurde auch in den 1950er Jahren durch die United States Navy genutzt und schließlich an das United States Army Corps of Engineers transferiert. Von 1966 bis um 1986 waren in dem Gebäude die Trident Chamber of Commerce und einige kommerzielle Mieter untergebracht. Danach war das Bauwerk erneut vakant.
Im Herbst 1989 wurde das Haus durch einen Brand in Mitleidenschaft gezogen, später beschädigt Hurrikan Hugo das Dach. Nach der Instandsetzung wurde es an die Bennett-Hofford Company vermietet. Das Unternehmen investierte drei Millionen US-Dollar in die Renovierung des Bauwerks, bevor es in das National Register of Historic Places eingetragen wurde. Seitdem wurde es für Bürogebäude und Restaurants genutzt.

## Architektur
Das Gebäude war ursprünglich 43,3 m lang, 12,8 m breit und hatte ein Satteldach. Obwohl es die größte Reismühle in Charleston war, fehlten die architektonischen Details der beiden anderen Bauwerke. Das im Flämischen Verband gemauerte Backstein-Gebäude hat oberhalb des Bodens drei Vollgeschossen und ein Halbgeschoss. Elf Joche bilden die lange Seite des Bauwerks. Die drei mittleren Seite an der dem Ashley River zugewandten Westseite springen leicht hervor. Im palladianischen Stil mit dorischen Pilastern aus Stuck gestaltete Fassadenteile markieren die drei Joche des Haupt-Portikus. Je ein Paar von Pilastern befinden sich am Ende der nördlichen und südlichen Fassade. Zweistöckige Seitenflügel erstrecken sich von den äußeren Jochen der Ostfassade. Sie haben eine Länge von 11 m und 8 m. Die Mühle verfügte über zwei achteckige Schornsteine an der Ostseite.
Nach dem Erdbeben von 1886 eingebaute Maueranker sind noch am Bauwerk und den Seitenflügeln sichtbar. Die Renovierungen von 1937 waren an der Fassade relativ geringfügig, im Innern wurde das Gebäude stärker verändert.
Die Schornsteine wurden entfernt und an der Ostfassade wurde ein neuer Eingang gebaut. Das Erdgeschoss wurde auf einer Betonplatte neuerrichtet. Das Mauerwerk der Giebel wurde wiederhergestellt, aber schlecht zusammengefügt. Gipsstein-Fensterbänke wurden an den Fenstern im ersten Stock installiert.
Eine Eingangslobby wurde 1946 vor den mittleren Jochen der Westseite angebaut. Auf dessen Dach befand sich ein Balkon mit eisernem Geländer. Nach dem Brand 1989 wurde das Geländer entfernt. Eine Aufzugsanlage wurde schon 1960 am Eingang an der Westseite eingebaut.
Nach der Beschädigung durch Hurrikan Hugo wurde das Ziegeldach durch ein Kupferdach ersetzt. Vier Dachgauben wurden auf der Westseite des Daches hinzugefügt.